# Winter on Fire: Ukraine's Fight for Freedom
Winter on Fire: Ukraine's Fight for Freedom es documental dirigido por Evgeny Afineevsky, estrenado en el año 2015 sobre la revolución de la dignidad de 2014, también llamado como euromaidán en Ucrania. Relata los sucesos ocurridos entre noviembre de 2014 y febrero de 2015. Es una coproducción entre Ucrania, Estados Unidos y Reino Unido. Producido por Netflix, participó en varios festivales de cine antes de estrenarse en línea el 9 de octubre de 2015.
En 2016, la película fue nominada a un Óscar al mejor documental. En Rotten Tomatoes, que tiene una calificación de 95% con una calificación media de 7.7